# Lac Haiyaha
Le lac Haiyaha (en anglais : Lake Haiyaha) est un lac américain dans le comté de Larimer, dans le Colorado. Il est situé à 3 117 mètres d'altitude au sein du parc national de Rocky Mountain. On l'atteint par le Lake Haiyaha Trail, un sentier de randonnée inscrit au Registre national des lieux historiques depuis le 5 mars 2008.